# زانيكلية كبيرة
زانيكلية كبيرة (الاسم العلمي:Zannichellia major) هي نوع من النباتات تتبع جنس الزانيكلية من الفصيلة المزمارية.